# Gare de Strausberg-Nord
La gare de Strausberg-Nord (en allemand : Bahnhof Strausberg Nord) est une gare ferroviaire à Strausberg en Brandebourg, située dans la banlieue est de Berlin. Elle est le terminus de la ligne de Strausberg à Strausberg Nord, une embranchement de la ligne de Prusse-Orientale, et de la ligne 5 du S-Bahn de Berlin.
La gare se situe à deux kilomètres du nord-est du centre-ville et à 33 km à l'est du centre-ville de Berlin. La gare de Strausberg-Ville est situé a 2,25 km au sud.

## Histoire

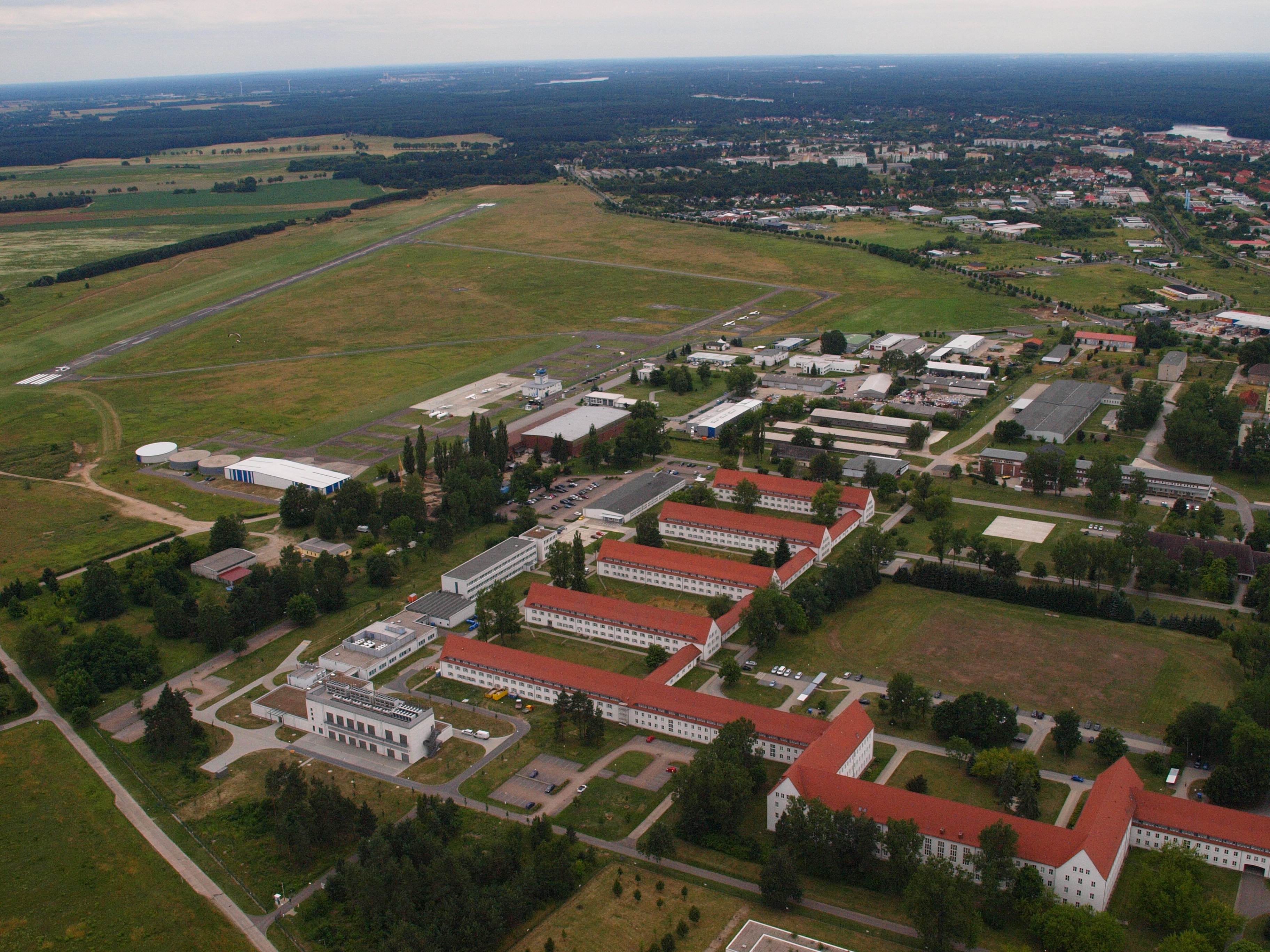
La caserne et l'aéroport de Strausberg.

La Kasernierte Volkspolizei, qui précède la Nationale Volksarmee (NVA) de la République démocratique allemande, transfère en juin 1954 son siège de Berlin-Adlershof à Strausberg. Comme la gare de Strausberg à la ligne de Prusse-Orientale est très au sud de la ville, une ligne secondaire est construite vers le nouveau quartier général des forces armées et le ministère de la Défense nationale de la RDA. À la fin de la ligne, la gare de Strausberg-Nord est construite et entre en service le 1er janvier 1955. Le 3 juin 1956, la ligne de Strausberg est connectée au réseau électrique du S-Bahn de Berlin.
Dans les premières années, les trains de S-Bahn font la navette entre Strausberg et Strausberg-Nord, plus tard les trains de Berlin vont à Strausberg-Nord. En raison d'une longue section à voie unique, Strausberg Nord ne peut être servi que par intervalles de 40 minutes. Depuis le changement d'horaire en décembre 2015, le S-Bahn se rend à Strausberg Nord à des intervalles de 20 minutes avec le doublement des voies à Hegermühle.
En outre, la gare sert également le trafic de fret sur l'emplacement de la NVA et de certains fournisseurs locaux. Ce trafic s'arrête à la fin des années 1990. L'ancienne centrale de l'armée abrite aujourd'hui une caserne de la Bundeswehr et le commandement de l'Armée de terre allemande (Heer).

## Service des voyageurs

### Desserte
S-Bahn de Berlin.

### Intermodalité
La gare est en correspondance avec les lignes d'omnibus X54 et 154 de la Berliner Verkehrsbetriebe.